# Társadalomtudományi Könyvtár (Grill)
A Társadalomtudományi Könyvtár egy 20. század eleji magyar társadalomtudományi sorozat volt, a Grill kiadó gondozásában.

## Jellemzői
A sorozat a XIX. század végi – XX. század eleji szocialista, szociáldemokrata politikusok, társadalomtudósok, gondolkodók írásait, tanulmányait bocsátotta az olvasóközönség részére, gyakran részletes bevezető tanulmányokkal. Az egyes művek 1903 és 1910 között jelentek négy sorozatban. Néhány kötet 1912–1916 között egy Új sorozatban is megjelent. A közreadott művek egy részének azóta sincs újabb fordítása. Habár fakszimile kiadás máig nem készült a sorozatról, azonban napjainkban szinte már valamennyi kötete elektronikusan elérhető a Magyar Társadalomtudományok Digitális Archívuma honlapjáról ingyenesen.
A sorozat kötetei egyszerű kék vászon borítóval, aranyozott gerinccímmel jelentek meg. Létezett azonban egy ritkább, papír borítójú változat is.[forrás?]

## Kötetei

### I. sorozat
- Harkányi Ede: Babonák ellen. Kísérlet az erkölcsi világ gazdasági alapjainak meghatározására. (305 l.) 1907
- Kautsky Károly: Marx gazdasági tanai. Népszerű ismertetés és magyarázat. Fordította Garami Ernő. (XV. 239 l.) 1903. 5.– 2. magyar kiadás. Az áttekintett és bővített 9. német kiadás nyomán fordította Garami Ernő. (XIV. 244 l.) 1906 – 3. ezer. (XXX. 287 l.) 1907
- Loria Achille: A szociológia feladata és iskolái. Fordította Pór Ödön. Szerzőnek a magyar kiadáshoz írt eredeti előszavával. (IX. 1. 126 l.) 1904
- Menger Antal: Új erkölcstan. Fordította Ormós Ede. Előszóval ellátta Somló Bódog. (XIII. 180 l.) 1907
- Perkins-Gilman Charlotte: A nő gazdasági helyzete. Tanulmány a férfi és nő közötti gazdasági viszonyról, mint a társadalmi evolució tényezőjérő l. Fordította Schwimmer Rózsa. (278 3. l.) 1906
- Somló Bódog: Állami beavatkozás és individualizmus. (X. 175 l.) 1903 – 2. kiadás. (X. 178 l.)
- Vandervelde Emil: A kollektivizmus és az ipar evoluciója. Fordították dr. Wildner Ödön és Zalai Béla. (VI. 254 l.) 1907
- Wildner Ödön: Nietzsche romantikus korszaka. (X. 228 l.) 1907

### II. sorozat
- Collins F. Howard: Spencer Herbert synthetikus filozófiájának kivonata. Spencer Herbert előszavával. Az 5. angol kiadásból fordították dr. Jászi Oszkár, dr. Pekár Károly, dr. Somló Bódog és dr. Vámbéry Rusztem, dr. Pekár Károly bevezetésével. 2. kiadás. (L. 606 l.) 1908
- Giddings Franklin Henry: A szociológia elvei. A társulás és a társas szerveződés jelenségeinek elemzése. Fordította Dienes Valéria. (8-r. XVIII. 548 l.) 1908
- Jászi Oszkár: Művészet és erkölcs. A Magyar Tudományos Akadémia által a Gorove-díjjal jutalmazott pályamunka. (XX. 379 l.) 1904. Változatlan lenyomat. (XX. 440 l.) 1908
- Mössmer Pál: A német tudományos szocializmus. (310 l.) 1908
- Nietzsche (Frigyes): Im-igyen szóla Zarathustra. Fordította dr. Wildner Ödön. (440 l.) 1908
- Ratzenhofer Gusztáv: A szociológiai megösmerés lényege. Fordította Timár Szaniszló. (6. 472 l.) 1908
- Sombart Werner: A szocializmus és a szociális mozgalom. (XXXIX. 421 l.) 1908
- Ward F. Lester: A haladás lelki tényezői. Fordította Dienes Valéria dr. (XXX. 363 l.) 1908

### III. sorozat

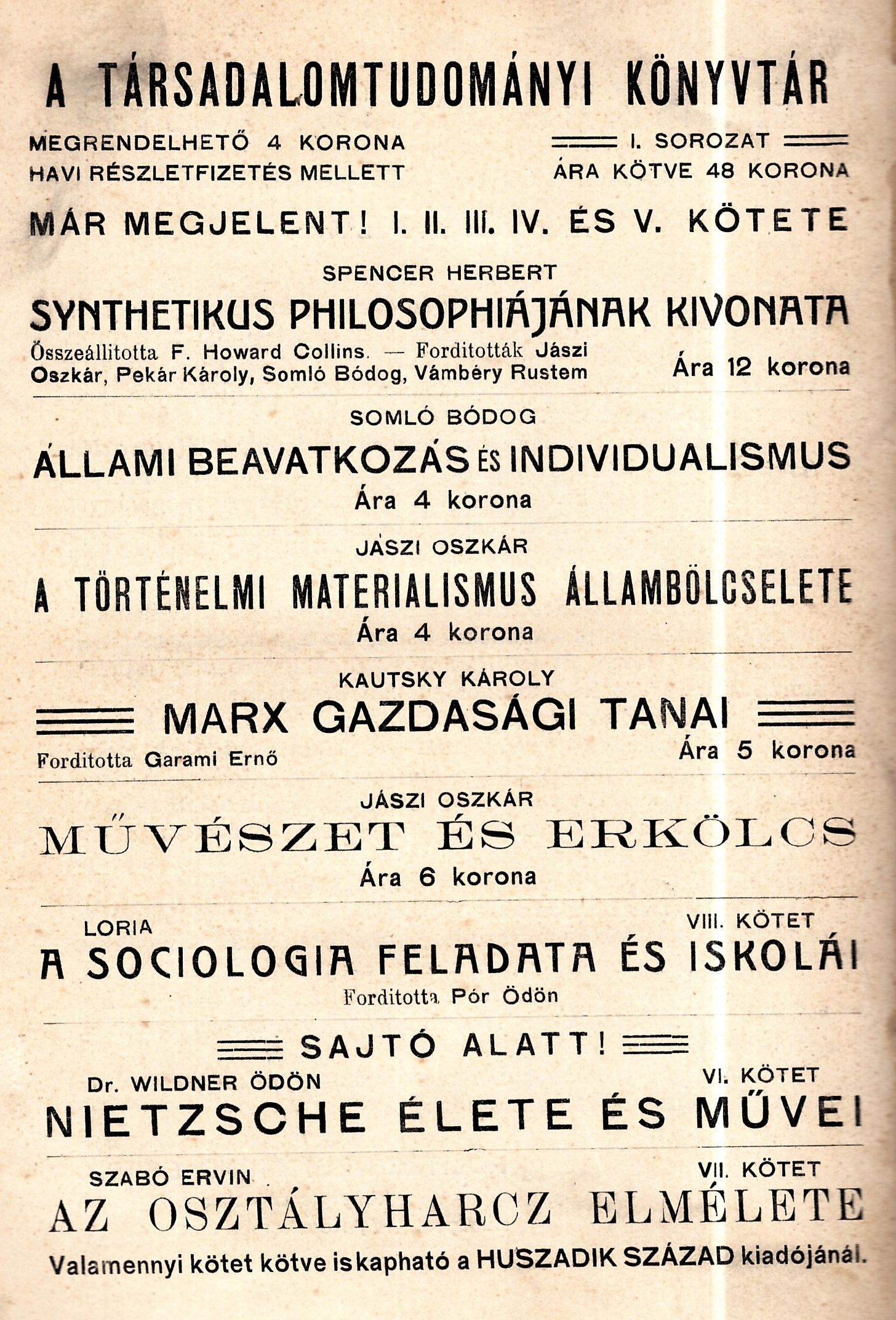
A sorozat köteteinek korabeli hirdetése

- David Eduard: Szocializmus és mezőgazdaság I., II.. Fordította dr. Szabados Sándor. 2 kötet. (276 l.) 1909
- Jászi Oszkár: A történelmi materializmus állambölcselete. (VIII. 152 l.) 1903 – 2. kiad. (VIII. 154 l.) 1905 – 3. kiad. (VI. 191 l.) 1908
- Leyret Henrik: Magnaud, a jó bíró. („Le bon juge” .) Összegyűjtötte és magyarázatokkal ellátta –. A francia eredetiből ford. Sándor Aladár. (VIII. 241 l.) 1908
- Pikler Gyula: A lélektan alapelvei. Az élmény megmaradása és ellentétessége. (171. II l.) 1909
- Webb Sidney és Beatrice: Munkásdemokrácia I., II.. Fordította György Endre 2 kötet. (LXII. 530. 496 l.) 1909
- Spencer Herbert: Alapvető elvek. Fordította Jónás János. (VII. 672. X. l.) 1909

### IV. sorozat
- Isszaieff A. A.: A szocializmus és a közélet. Fordította Garami E. (604 l.) 1910

### Új sorozat
Az 1910-es években külön megjelent egy kis (V.) sorozat is „Új sorozat” alcímmel:
- Jászi Oszkár: A nemzeti államok kialakulása és a nemzetiségi kérdés. 1912. XVI, 544 l.
- Ágoston Péter: A magyar világi nagybirtok története. 1913. X., 322 l.
- Farkas Geiza: Az emberi csoportok lélektana. 1916